# Il était une fois à Castlebury...
Il était une fois à Castlebury... (A Princess for Christmas) est un téléfilm de Noël américain réalisé par Michael Damian et diffusé le 3 décembre 2011 sur Hallmark Channel et en France le 22 décembre 2011 sur TF1.

## Synopsis
Enfant, Julie rêvait de voyager dans les contrées lointaines, où on chantait et on dansait pour le plaisir, où les maisons étaient encombrées d'orgues de Barbarie et de boîtes à musique, d'automates et de pendules à coucou. Le temps a passé, aujourd’hui, Julie est restée dans sa petite ville de Buffalo, elle travaille comme vendeuse dans un magasin de brocantes. Les affaires étant mauvaises, son patron doit la licencier. Elle doit aussi s'occuper de son neveu Marlon et de sa nièce Maddie, les enfants de sa sœur, décédée un an auparavant avec son mari dans un accident. Lequel mari se trouvait être un prince par sa mère, et déchu par son père, le duc de Castlebury, pour avoir épousé une roturière. Aussi, quelle n'est pas sa surprise lorsque le majordome du duc de Castlebury, une ville située à la frontière du Liechtenstein, vient la convier avec sa nièce et son neveu, à venir passer les fêtes de Noël à Castlebury. Après quelques hésitations, la jeune femme accepte l'invitation et tous trois partent pour le château de Castlebury.

## Fiche technique
- Titre original : A Princess for Christmas
- Titre original alternatif : Christmas at Castlebury Hall
- Titre québécois : Noël au château
- Réalisation : Michael Damian
- Scénario : Michael Damian et Janeen Damian
- Photographie : Viorel Sergovici
- Musique : Mark Thomas
- Durée : 78 minutes
- Pays :  États-Unis

## Distribution
- Katie McGrath (VFB : Marcha Van Boven) : Jules (Julie en VF) Daily
- Roger Moore (VFB : Patrick Waleffe) : Edward, duc de Castlebury
- Sam Heughan (VFB : Marc Weiss) : Ashton, prince de Castlebury
- Travis Turner (en) (VFB : Alessandro Bevilacqua) : Milo (Marlon en VF) Huntington
- Leilah de Meza (VFB : Blanche Delahousse) : Maddie Huntington
- Miles Richardson (en) (VFB : Olivier Cuvellier) : Paisley (Michael en VF) Winterbottom, le majordome
- Charlotte Salt (VFB : Sophie Landresse) : Lady Arabella de Belmont, la petite amie d'Ashton
- Razvan Oprea (ro) : Lord Thomas de Belmont, le frère d'Arabella
- Oxana Deravec (VFB : Rosalia Cuevas) : Mme Birch, la gouvernante
- Alin Olteanu (VFB : Bruno Mullenaerts) : Floyd, le majordome en second
- Madalina Anea (VFB : Géraldine Frippiat) : Abigail, la femme de chambre de Maddie
- Razvan Ciuraru : Gibson, le chauffeur
- Florin Busuioc (ro) : Duc de Belmont
- Marioara Sterian (ro) : Duchesse de Belmont

## Commentaires
- Au moment d'ajuster le nœud-papillon de Marlon, Julie lui dit « Êtes-vous prêt 007 ? ». À noter que Roger Moore, présent dans ce téléfilm, a lui-même incarné James Bond de 1973 à 1985.
- Le sujet du film est largement inspiré du roman Le Petit Lord Fauntleroy de Frances Hodgson Burnett.